# 100% Love
Pour le film bengali de 2012, voir 100% Love (film, 2012).
Pour plus de détails, voir Fiche technique et Distribution.
100% Love est un film indien réalisé par Sukumar et produit par Bunny Vasu sous la bannière Geetha Arts studio, sorti en 2011. 
Naga Chaitanya et Tamanna tiennent les rôles principaux de cette comédie romantique télougou. La musique du film a été composée par Devi Sri Prasad. Le film a aussi été doublé en Malayalam sous le même titre et en tamoul sous le titre Nooru Sadhaveedham Kaadhal / 100% Kaadhal.
Le film a été un succès commercial et est par conséquent le second succès de l'acteur après Ye Maaya Chesave et pour le réalisateur Sukumar après le film Arya. Le film a été diffusé pendant 50 jours dans 65 salles.

## Synopsis
Balu Mahendra (Naga Chaitanya) a toujours été le premier de la classe à l'école. Lorsque sa cousine Mahalakshmi (Tamanna) vient vivre chez lui pour poursuivre ses études, la vie de Balu s'en retrouve bouleversée. Entre une Mahalakshmi en admiration devant son cousin et allant jusqu'à devenir meilleure que ce dernier pour se faire remarquer, un Balu à l'égo surdimensionné et un Ajith fou amoureux de la jeune fille, les situations les plus rocambolesques s'en suivront. Cœurs brisés, batailles d'ego et fous rires sont au rendez-vous.

## Distribution
- Naga Chaitanya : Veera Bahu Sathya Dharma Shiva Shankhara Rama Balu Mahendra alias Balu
- Tamanna : Veera Venkata Satya Sai Naga Durga Sesha Avathara Seetha Mahalakshmi alias Mahalakshmi
- Tara Alisha : Swapna
- Nandu : Ajith Jogi
- Naresh : Ramesh (Père de Balu)
- K. R. Vijaya : Mahalakshmi (Grand-mère de Balu & Mahalakshmi)
- Vijayakumar : Balu Mahendra (Grand-père de Balu & Mahalakshmi)
- Dharmavarapu Subramanyam : John Acharya (Oncle de Balu & Mahalakhsmi)
- Chitram Seenu (Participation exceptionnelle)
- M. S. Narayana : Professeur à l'université
- Satyam Rajesh (Participation exceptionnelle)
- Tagubothu Ramesh (Participation exceptionnelle)
- Meghna Naidu (Participation exceptionnelle clip Diyalo Diyala)
- Maryam Zakaria (Participation exceptionnelle clip Diyalo Diyala)

## Production
Avant même d'avoir terminé le tournage de son film, Arya 2, Sukumar était en pourparlers pour 100% Love avec la maison de production Geetha Arts. Le film devait initialement avoir Varun Sandesh en tant que personnage principal masculin et Tamannaah Bhatia, mais les discussions n'ont pas donné suite. Le tournage a débuté a Hyderabad dans les studios Annapoorna le 8 juin 2010. Comme le veut la tradition, plusieurs personnalités télougous ont participé à l’événement.  
Le producteur D. Ramanaidu a annoncé la première prise, le producteur Nagababu a allumé la caméra, l'acteur/producteur Nagarjuna également père de Naga Chaitanya a donné le clap de début, le célèbre réalisateur S. S. Rajamouli a filmé la première scène et la légende Akkineni Nageswara Rao, grand-père de l'acteur principale, a donné le script au réalisateur.
Avant la sélection du titre 100% Love, plusieurs titres ont été envisagés par les médias tels, Balu Weds Mahalakshmi, I Love You, I Love You Mahalakshmi, I Hate Mahalakshmi and I am Number One. Despite having an original planned release of December 2010, strikes in the industry pushed the release date to April 2011.

## Box office
Le budget du film s'élevait à 10 crores (1,5 million dollars).Le film a récolté, toutes versions confondues, 25 crores soit 3,8 millions dollars. Les droits de diffusions ont été rachetés par la chaîne MAA TV pour la somme de 4 crores soit 610 000 dollars.

## Bande originale
Nom : 100% Love

Artiste : Devi Sri Prasad

Date d'enregistrement : 2011

Genre : musique de film

Durée : 32:33

Langue : Télougou

Label : Aditya Music

Producteur : Devi Sri Prasad
| No | Titre                  | Artistes             | Durée |
| -- | ---------------------- | -------------------- | ----- |
| 1. | Infatuation            | Adnan Sami           |       |
| 2. | Thiru Thiru Gaanananda | Harini               |       |
| 3. | Aho Baalu              | Ranjith, Sri Charan  |       |
| 4. | A Square B Square      | Devi Sri Prasad      |       |
| 5. | Dhooram Dhooram        | Tippu                |       |
| 6. | A Square B Square      | Swati Reddy          |       |
| 7. | That Is Mahalakshmi    | Nikhil Mathew        |       |
| 8. | Diyalo Diyala          | Priya Himesh, Murali |       |

## Prix
- 2012 - CineMAA Awards - Meilleure actrice - Tamanna
- 2011 - Nandi Awards - Akkineni Award for Best Home-viewing Feature Film|Best Home-viewing Feature Film - Bunny Vasu